# بوتوين
بوتوين (بالإنجليزية: Potwin, Kansas)‏ هي مدينة تقع في مقاطعة بوتلر، كانزاس بولاية كانساس في الولايات المتحدة. تبلغ مساحة هذه المدينة 0.62 (كم²)، وترتفع عن سطح البحر 409 م، بلغ عدد سكانها 449 نسمة في عام 2010 حسب إحصاء مكتب تعداد الولايات المتحدة وتصل الكثافة السكانية فيها 722.3 نسمة/كم2.

## التركيبة السكانية
قام مكتب تعداد الولايات المتحدة بتحديد بيانات التركيبة السكانية لبوتوينفي تعداد الولايات المتحدة. في ما يلي، التركيبة السكانية حسب تعدادي 2000 و2010.

### تعداد عام 2000
بلغ عدد سكان بوتوين 457 نسمة بحسب تعداد عام 2000، وبلغ عدد الأسر 187 أسرة وعدد العائلات 123 عائلة مقيمة في المدينة. في حين سجلت الكثافة السكانية 2,001.1 نسمة لكل ميل مربع (772.6/كم2). وبلغ عدد الوحدات السكنية 208 وحدة بمتوسط كثافة قدره 910.8 نسمة لكل ميل مربع (351.7/كم2).
وتوزع التركيب العرقي للمدينة بنسبة 95.40% من البيض و 1.53% من الأمريكيين الأصليين و 0.22% من الأمريكيين ذوي الأصول الآسيوية و 2.84% من عرقين مختلطين أو أكثر.
بلغ عدد الأسر 187 أسرة كانت نسبة 33.2% منها لديها أطفال تحت سن الثامنة عشر تعيش معهم، وبلغت نسبة الأزواج القاطنين مع بعضهم البعض 53.5% من أصل المجموع الكلي للأسر، ونسبة 8.0% من الأسر كان لديها معيلات من الإناث دون وجود شريك، وكانت نسبة 34.2% من غير العائلات. تألفت نسبة 28.3% من أصل جميع الأسر من أفراد ونسبة 17.1% كانوا يعيش معهم شخص وحيد يبلغ من العمر 65 عاماً فما فوق. وبلغ متوسط حجم الأسرة المعيشية 2.95، أما متوسط حجم العائلات فبلغ 2.44.
بلغ العمر الوسطي للسكان 37 عاماً. وكانت نسبة 26.0% من القاطنين تحت سن الثامنة عشر، وكانت نسبة 9.0% بين الثامنة عشر والأربعة وعشرون عاماً، ونسبة 28.0% كانت واقعةً في الفئة العمرية ما بين الخامسة والعشرون حتى والأربعة وأربعون عاماً، ونسبة 21.9% كانت ما بين الخامسة والأربعون حتى الرابعة والستون، ونسبة 15.1% كانت ضمن فئة الخامسة والستون عاماً فما فوق. يوجد لكل 100 أنثى 100.4 ذكر، ويوجد لكل 100 أنثى في الثامنة عشر من عمرها فما فوق 94.3 ذكر.
بلغ متوسط دخل الأسرة في المدينة 39,091 دولار، أما متوسط دخل العائلة فبلغ 42,500 دولار. وكان متوسط دخل الذكور 31,544 دولار مقابل 18,375 دولار للإناث. وسجل دخل الفرد الخاص بالمدينة 18,254 دولار. وكانت نسبة 4.7% من العائلات ونسبة 8.3% من السكان تحت خط الفقر، وكان من هؤلاء نسبة 6.8% تحت سن الثامنة عشر ونسبة 8.6% في الخامسة والستين من العمر وما فوق.

### تعداد عام 2010
بلغ عدد سكان بوتوين 449 نسمة بحسب تعداد عام 2010، وبلغ عدد الأسر 181 أسرة وعدد العائلات 130 عائلة مقيمة في المدينة. في حين سجلت الكثافة السكانية 1,870.8 نسمة لكل ميل مربع (722.3/كم2). وبلغ عدد الوحدات السكنية 205 وحدة بمتوسط كثافة قدره 854.2 لكل ميل مربع (329.8/كم2).
وتوزع التركيب العرقي للمدينة بنسبة 92.2% من البيض و 1.3% من الأمريكيين الأصليين و 0.7% من الأمريكيين ذوي الأصول الآسيوية و 0.2% من الأمريكيين الأفارقة و 3.3% من عرقين مختلطين أو أكثر.
بلغ عدد الأسر 181 أسرة كانت نسبة 30.4% منها لديها أطفال تحت سن الثامنة عشر تعيش معهم، وبلغت نسبة الأزواج القاطنين مع بعضهم البعض 55.8% من أصل المجموع الكلي للأسر، ونسبة 9.9% من الأسر كان لديها معيلات من الإناث دون وجود شريك، بينما كانت نسبة 6.1% من الأسر لديها معيلون من الذكور دون وجود شريكة وكانت نسبة 28.2% من غير العائلات. تألفت نسبة 24.9% من أصل جميع الأسر من أفراد ونسبة 11.1% كانوا يعيش معهم شخص وحيد يبلغ من العمر 65 عاماً فما فوق. وبلغ متوسط حجم الأسرة المعيشية 2.94، أما متوسط حجم العائلات فبلغ 2.48.
بلغ العمر الوسطي للسكان 39.4 عاماً. وكانت نسبة 25.2% من القاطنين تحت سن الثامنة عشر، وكانت نسبة 8.2% بين الثامنة عشر والأربعة وعشرون عاماً، ونسبة 24.1% كانت واقعةً في الفئة العمرية ما بين الخامسة والعشرون حتى والأربعة وأربعون عاماً، ونسبة 28.5% كانت ما بين الخامسة والأربعون حتى الرابعة والستون، ونسبة 14% كانت ضمن فئة الخامسة والستون عاماً فما فوق. وتوزع التركيب الجنسي للسكان بنسبة 49.9% ذكور و50.1% إناث.

## وصلات خارجية
- City website
- The US50 - Cities and Towns in Kansas State